# Nesoecia
Nesoecia is een geslacht van rechtvleugeligen uit de familie sabelsprinkhanen (Tettigoniidae). De wetenschappelijke naam van dit geslacht is voor het eerst geldig gepubliceerd in 1893 door Scudder.

## Soorten
Het geslacht Nesoecia omvat de volgende soorten:
- Nesoecia brasiliensis Bruner, 1915
- Nesoecia cooksonii Butler, 1877
- Nesoecia insignis Hebard, 1932
- Nesoecia nigrispina Stål, 1873